# P211i
ムーバ P211i（ムーバ・ピー に いち いち アイ）は、松下通信工業（現パナソニック モバイルコミュニケーションズ）製のNTTドコモの第二世代携帯電話(mova)端末である。
本項目では、一部改良機種のムーバ P211iS（ムーバ・ピー に いち いち アイ エス）についても述べる。

## 概要
外観は、P210iから大きく変わり、やや角張った折りたたみ型となった。
プライベート液晶に、マナーモードなどを表すアイコンが表示されるようになっている。また、ヒンジ部に屈伸式のアンテナを設けている。液晶画面は、従来の256色から65536色になった。着信メロディはP端末初の32和音対応で、内側にスピーカーを搭載し、端末を開いた時でも音質を損なわないようにしている。また、本機種以降のPDC端末では日本語入力システムにモバイルWnnを採用している。
P211iSは、N211iSと同様に、ワン切り対策機能が追加され、不在着信秒数が表示できるようになった。その他、質量が1 g増え、新色となった。

## 歴史
- 2001年6月28日 P211iのテレコムエンジニアリングセンター(TELEC)による技術基準適合証明（技術基準適合証明番号WZA0068824から0068923まで、XAA0142157から0142256まで）[1]
- 2001年7月31日 P211iの電気通信端末機器審査協会(JATE)による技術基準適合認定の設計認証（設計認証番号A01-0644JP[2]、J01-0205）
- 2001年8月16日 P211iのTELECによる技術基準適合証明の工事設計認証（工事設計認証番号WZA0040、XAA0060）[3]
- 2001年9月4日 P211iのTELECによる技術基準適合証明の工事設計認証（工事設計認証番号WZA0042）[4]
- 2001年12月27日 P211iを発表
- 2002年1月7日 P211iを発売開始
- 2003年1月6日 P211iのTELECによる技術基準適合証明の工事設計認証（工事設計認証番号01WZA1010）
- 2003年2月5日 P211iSのJATEによる技術基準適合認定の設計認証（設計認証番号A03-0047JP[5]、J03-0005）
- 2003年2月6日 P211iSのTELECによる技術基準適合証明の工事設計認証（工事設計認証番号01WZA1015）
- 2003年3月31日 P211iSをN211iSとともに発表
- 2003年4月4日 P211iSをN211iSとともに発売開始
- 2012年3月31日 movaサービス終了により使用はこの日限りとなる。